# Городские населённые пункты Хакасии
В составе Хакасии находятся 12 городских населённых пунктов, в том числе:
- 5 городов — все они республиканского значения — в рамках организации местного самоуправления образуют отдельные городские округа;
- 7 посёлков городского типа (рабочих посёлков), из них:
  - 3 пгт подчинены городам республиканского значения (в рамках организации местного самоуправления входят в городские округа),
  - 4 пгт входят в районы (в рамках организации местного самоуправления входят в муниципальные районы).

## Города
| № | название   | город республиканского значения | население (чел.) | основан | статус города | герб |
| - | ---------- | ------------------------------- | ---------------- | ------- | ------------- | ---- |
| 1 | Абаза      | город Абаза                     | ↘12 272          | 1867    | 1966          |      |
| 2 | Абакан     | город Абакан                    | ↗185 804         | 1931    | 1931          |      |
| 3 | Саяногорск | город Саяногорск                | ↘44 872          | 1830    | 1975          |      |
| 4 | Сорск      | город Сорск                     | ↘10 124          | 1940    | 1966          |      |
| 5 | Черногорск | город Черногорск                | ↗75 745          | 1907    | 1936          |      |

## Посёлки городского типа
| № | название    | район/ город республиканского значения | население (чел.) | основан | статус пгт |
| - | ----------- | -------------------------------------- | ---------------- | ------- | ---------- |
| 1 | Аскиз       | Аскизский район                        | ↗5356            | 1949    | 1949       |
| 2 | Бискамжа    | Аскизский район                        | ↗1182            | 1950    | 1961       |
| 3 | Вершина Тёи | Аскизский район                        | ↗3109            | 1957    | 1959       |
| 4 | Майна       | город Саяногорск                       | ↘4325            | 1732    | 1957       |
| 5 | Пригорск    | город Черногорск                       | ↗2366            | 1986    | 1986       |
| 6 | Усть-Абакан | Усть-Абаканский район                  | ↘14 210          | 1909    | 1932       |
| 7 | Черёмушки   | город Саяногорск                       | ↘7382            | 1974    | 1974       |

### Бывшие пгт
- Абаза — пгт с 1957 года. Преобразован в город в 1966 году.
- Балахчин — пгт с 1934 года. Преобразован в сельский населённый пункт в 1967 году.
- Балыкса — пгт с 1932 года. Преобразован в сельский населённый пункт в 1996 году.
- Бельтырский — пгт с 1959 года. Преобразован в сельский населённый пункт в 1995 году.
- Бирикчуль — пгт с 1957 года. Преобразован в сельский населённый пункт в 1996 году.
- Дзержинский — пгт с 1954 года. Преобразован в город Сорск в 1966 году.
- Жемчужный — пгт с 1976 года. Преобразован в сельский населённый пункт в 2013 году.
- Знаменитый — пгт с 1934 года. Упразднён в 1957 году.
- Золотогорский — пгт с 1940 года. Упразднён в 1957 году.
- Коммунар — пгт с 1932 года. Преобразован в сельский населённый пункт в 2008 году[5].
- Копьёво — пгт с 1959 года. Преобразован в сельский населённый пункт в 2010 году.
- Кызас — пгт с 1932 года. Преобразован в сельский населённый пункт в 1967 году.
- Означенное — пгт с 1971 года. Преобразован в город Саяногорск в 1975 году.
- Орджоникидзевский — пгт с 1940 года. Преобразован в сельский населённый пункт в 1993 году.
- Приисковый — пгт с 1940 года. Преобразован в сельский населённый пункт в 2001 году.
- Сарала — пгт с 1929 года. Исключён из учётных данных в 1947 году.
- Сонский — пгт с 1940 года. Преобразован в сельский населённый пункт в 1997 году.
- Туим — пгт с 1945 года. Преобразован в сельский населённый пункт в 2008 году[6].
- Хакасск — пгт с 1925 года. Преобразован в город Абакан в 1931 году.
- Цветногорск — пгт с 1958 года. Преобразован в сельский населённый пункт в 1976 году.
- Черногорский — пгт с 1929 года. Преобразован в город Черногорск в 1936 году.
- Шира — пгт с 1957 года. Преобразован в сельский населённый пункт в 2008 году[7].